# Geluidsabsorptie

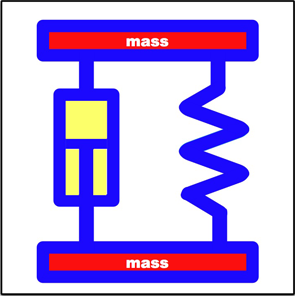
Massa veer systeem met demping.

Geluidsabsorptie is het omzetten van geluidsenergie in warmte. Het geluid verdwijnt dan in het materiaal. De geluidsgolven (geluidsdruk) vervormen het materiaal, wat energie kost. Afhankelijk van het soort materiaal zal de energie gedeeltelijk worden teruggegeven in de vorm van weerkaatst geluid. De energie die niet teruggegeven wordt, wordt in de vorm van warmte in het materiaal opgeslagen. Schematisch is dit weergegeven als een massaveersysteem met demping. De mate van demping bepaalt de mate van geluidabsorptie.
De hoeveelheid absorptie is een eigenschap van een materiaal en wordt uitgedrukt met de absorptiecoëfficiënt. De absorptiecoëfficiënt van een materiaal is de fractie van het invallende geluidsvermogen dat wordt geabsorbeerd. De rest van het geluid wordt gereflecteerd. De absorptiecoëfficiënt is afhankelijk van de frequentie van het geluid, en wordt meestal gemeten bij elke octaafband tussen 125 en 4000 hertz. De absorptiecoëfficiënt heeft een waarde tussen nul (geen absorptie, al het geluid wordt gereflecteerd) en 1 (volledige absorptie, er wordt geen geluid gereflecteerd - open raam). 

## Metingen
Een meting van de absorptie kan op twee manieren gebeuren:
1. In een "staandegolfbuis" of "impedantiebuis" . Dit is een goedkope methode, waarvoor een klein stukje materiaal nodig is. Zie Proef van Kundt.
2. In een "galmkamer". Hiervoor is een groter stuk materiaal nodig. De metingen vinden plaats in een groter laboratorium. De methode in een buis meet alleen de absorptie voor loodrechte inval van het geluid. De methode in een galmkamer meet de absorptie voor alle invalshoeken tegelijk. In de buismethode worden lagere getallen gemeten dan in een galmkamer. Beide meetmethoden zijn gestandaardiseerd met een ANSI norm.

Voor gebruik van de gegevens in de bouwakoestiek kunnen beter de meetresultaten van een galmkamer gebruikt worden, omdat deze respresentatiever zijn voor het gebruik in de werkelijkheid, met rondom invallend geluid. Maar de methode in een buis is eenvoudiger, en als er niets anders beschikbaar is, kunnen deze gegevens wel gebruikt worden. 
Sommige materialen hebben, gemeten in een galmkamer, een absorptiecoëfficiënt groter dan 1. Dat komt door buigingseffecten, en door de randen van het materiaal dat in de galmkamer wordt neergelegd. Door randeffecten van het materiaal worden in een galmkamer soms hogere waarden dan 1 gemeten, doordat de verticale rand van het stuk materiaal ook geluid absorbeert. Hiervoor wordt in de erkende meetmethode niet gecorrigeerd.
Het is dan beter de waarde af te ronden op 1.0 in plaats van een waarde groter dan 1 te gebruiken. De meeste meetinstituten doen dit echter niet.

## Geluidsabsorptie van personen
Absorptie van geluid wordt uitgedrukt in (metrische) sabin of in vierkante meter (in de VS als square foot).
Voor een zaal met stoelen kan per stoel berekend worden:
| Frequentie        | 250Hz | 1 kHz | 4 kHz |
| ----------------- | ----- | ----- | ----- |
| stoel (onbekleed) | 0,018 | 0,036 | 0,028 |
| stoel (bekleed)   | 0,26  | 0,46  | 0,41  |
| stoel bezet       | 0,40  | 0,65  | 0,46  |

De geluidsabsorptie voor mensen (staande) in een ruimte in sabin (let op, de gegevens hieronder zijn in m2 per persoon):
| Frequentie in Hz | 125  | 250  | 500  | 1000 | 2000 | 4000 |
| ---------------- | ---- | ---- | ---- | ---- | ---- | ---- |
| Mensen gemiddeld | 0,19 | 0,28 | 0,37 | 0,46 | 0,46 | 0,37 |
| Volwassen        | 0,23 | 0,33 | 0,39 | 0,43 | 0,46 | 0,47 |
| Tieners          | 0,20 | 0,28 | 0,35 | 0,39 | 0,42 | 0,42 |
| Jonge kinderen   | 0,17 | 0,21 | 0,26 | 0,30 | 0,33 | 0,33 |

Van dit getal moet de absorptie van het door de personen ingenomen vloeroppervlak afgetrokken worden.